# إيفان غازيدس
إيفان غازيدس (بالإنجليزية: Ivan Gazidis)‏ (من مواليد 13 سبتمبر 1964 في مدينة جوهانسبرغ بجنوب أفريقيا) هو الرئيس التنفيذي السابق لنادي أرسنال لإنجليزي في الفترة ما بين يناير 2009 وسبتمبر 2018. وفي 18 سبتمبر 2018، أعلن إيفان عن تركه نادي آرسنال ليصبح الرئيس التنفيذي الجديد لنادي إي سي ميلان الإيطالي. وتولى منصبه رسمياً مع النادي الإيطالي في 31 أكتوبر 2018.